# Clopidogrel
El clopidogrel es un agente antiplaquetario (del tipo tienopiridina) administrado por vía oral, que inhibe la formación de coágulos en la enfermedad arterial coronaria, enfermedad vascular periférica, y enfermedad cerebrovascular. Actúa mediante la inhibición irreversible de un receptor llamado P2Y12, un quimioreceptor de ADP.

## Farmacología
El clopidogrel es un profármaco cuyo mecanismo de acción está relacionado con el receptor del adenosin difosfato (ADP) en las membranas celulares. El subtipo específico de receptor es P2Y12 el cual es importante en la agregación plaquetaria y la unión de las plaquetas por medio de la fibrina.
El bloqueo de este receptor inhibe la agregación plaquetaria por medio del bloqueo de la vía de activación de la glucoproteina IIb/IIIa. El complejo IIb/IIIa funciona como un receptor, principalmente de fibrinogeno y vitronectina pero también lo hace para fibronectina y factor de von Willebrand. La activación de este receptor es la vía final común en la agregación plaquetaria y es importante también en la unión de las plaquetas por medio de la fibrina.
La inhibición plaquetaria puede ser demostrada dos horas después de una dosis única de clopidogrel, pero el efecto óptimo es lento, por ello se administra frecuentemente una dosis de carga de 300 a 600 mg.

## Uso clínico

### Indicaciones
El clopidogrel está indicado en:
- Prevención de eventos isquémicos en pacientes con arteriosclerosis sintomática.
- Síndrome coronario agudo, con o sin elevación del ST (en el electrocardiograma)

También se utiliza en combinación con el ácido acetilsalicílico, para la prevención de la trombosis después de la colocación del stent coronario o como un antiplaquetario alternativo para los pacientes que no toleran el ácido acetil salicílico.
Las guías internacionales le dan un grado más alto de recomendación para el infarto agudo de miocardio (IAM) sin elevación del segmento ST, intervención coronaria percutánea y stent, que el ácido acetil salicílico. Las guías clínicas basadas en la evidencia recomiendan el clopidogrel en lugar de la aspirina, en pacientes que requieren terapia antiplaquetaria, con antecedente de úlcera gástrica, debido a que la inhibición de la síntesis de prostaglandinas por parte de la aspirina puede exacerbar esta condición.
Un estudio demostró que los pacientes con diagnóstico previo de úlcera inducida por aspirina y que recibían esomeprazol en forma concomitante, tenían una incidencia más baja de sangrado gástrico recurrente, que aquellos que recibían clopidogrel. Sin embargo, un estudio más reciente sugiere que la profilaxis con inhibidores de la bomba de protones asociado con clopidogrel luego de un síndrome coronario agudo, puede incrementar los desenlaces adversos, debido posiblemente a la inhibición de la CYP2C19 el cual se requiere para la activación del clopidogrel a partir del profármaco.

### Presentación

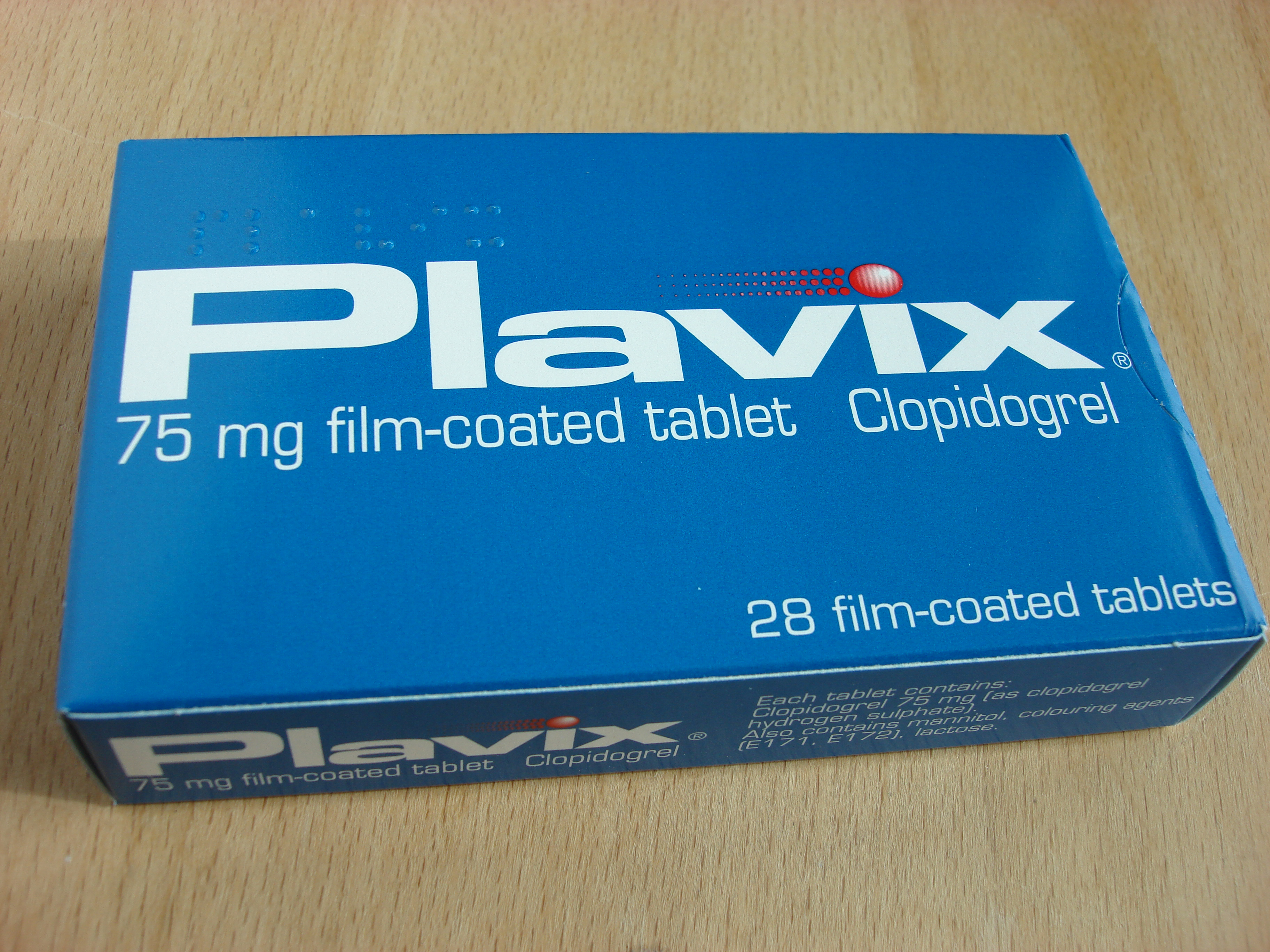
Una caja de "Plavix", uno de sus nombres comerciales.

El clopidogrel es producido como bisulfato de clopidogrel, y una de sus presentaciones más comerciadas es la que se produce en Europa por parte de Sanofi-Aventis bajo el nombre comercial de Plavix, en tabletas orales de 75 mg.. Otras presentaciones suelen ser genéricas para el mercado centro y suramericano, ya que si un medicamento se asocia únicamente a una empresa farmacéutica su precio se encarecerá. En dichas regiones se conoce simplemente como clopidogrel.

### Interacciones

#### Interacción entre omeprazol y clopidogrel
El clopidogrel es una tienopiridina, es usado como antiagregante plaquetario en la prevención de eventos coronarios agudos. Se reportó una interacción farmacológica entre los IBPs y clopidogrel, cuyo resultado sería la disminución del efecto protector contra los eventos coronarios.
Un metaanálisis publicado en el año 2010, analizó 25 estudios, encontrando que la administración de IBPs, como el omeprazol, conjuntamente con clopidogrel incrementó el riesgo de eventos cardiovasculares e infarto de miocardio en un 29 % y 31 % respectivamente.

## Efectos adversos[9]
Este fármaco presenta los siguientes efectos adversos:
- Hemorragia gastrointestinal (en combinación con ácido acetilsalicílico)
- Pancitopenia
- Púrpura trombocitopénica trombótica
- Reacción de hipersensibilidad inmunitaria
- Hemorragia intracraneal (rara)
- Sangrado

## Contraindicaciones[9]
Esta contraindicado en presencia de trastorno hemorrágico activo o que se presente hipersensibilidad a clopidrogrel.

## Comercialización
Es comercializado por Bristol-Myers Squibb y Sanofi-Aventis bajo el nombre comercial de Plavix, por Sun Pharmaceuticals como Clopilet, por laboratorios Ranbaxy como Ceruvin, y con el nombre Clavix por Intas Pharmaceuticals, Clodian por Gobbi Novag, y Clodrel por laboratorios Baliarda, como Cloprez por Lab.Pharmatech.